# Nino Levi
Nino Levi (Venezia, 7 luglio 1894 – New York, 25 marzo 1941) è stato un giurista e politico italiano.

## Biografia
Laureato in Giurisprudenza a Pavia nel maggio 1915. Inizia la sua attività accademica all'Università Bocconi, nel 1921, ordinario di Diritto e Procedura Penale insegna nelle università di Milano, Cagliari, Catania e Genova.
Presidente della Provincia di Milano dal 1920 al 1922.
Tra i fondatori del Partito Socialista Unitario e tra i più attivi nel frequentare Carlo Rosselli quando è a Milano,  assiduo conferenziere all'Università proletaria milanese, membro del comitato esecutivo del gruppo italiano di Clarté, l’organizzazione internazionale ideata da Henri Barbusse per impedire future guerre.
Avvocato di Gaetano Salvemini durante il processo fiorentino nel luglio del 1925 per il periodico clandestino antifascista Non mollare. In questa occasione è aggredito dai fascisti che gli storpiano una mano in maniera permanente.
Dopo il 1926 scrive sulla rivista di Carlo Rosselli "Il Quarto Stato".
Collabora con le più alte personalità giuridiche del periodo e fa parte della direzione della Rivista di diritto penale prima e della Rivista penale in seguito.
Autore di pubblicazioni che spaziano dal diritto penale sostanziale a quello processuale ed internazionale.

Ebreo, a seguito delle leggi razziali del 1938 è destituito dall'Università di Genova, si trasferisce a New York dove muore il 25 marzo 1942.

## Opere
- La parte civile nel processo penale italiano, Utet, 1925
- La frode in commercio, Utet, 1926
- Delitti Contro la Pubblica Amministrazione . Trattato di Diritto Penale, Vallardi, 1935
- La costituzione in carcere del latitante agli effetti dell'ammissibilità dell'impugnazione, Vallardi, 1936
- Diritto penale internazionale, Giuffrè, 1949 (postumo)